# Альянс Сари Вагенкнехт
Альянс Сари Вагенкнехт: за здоровий глузд і справедливість (нім. Bündnis Sahra Wagenknecht – Vernunft und Gerechtigkeit, BSW) — німецька політична партія, заснована 8 січня 2024 року. Створенню партії передувало започаткування однойменної асоціації, заснованої 26 вересня 2023 року здебільшого членами
«Лівих» з метою створення в майбутньому нової політичної партії. Плани про заснування партії було оприлюднено на пресконференції 23 жовтня 2023 року членами Бундестагу від «Лівих» Сарою Вагенкнехт, Амірою Мухамед Алі, Крістіаном Леє, колишнім керівним директором «Лівих» у Північному Рейні-Вестфалії Лукасом Шеном та підприємцем Ральфом Суйкатом. Партія скептично ставиться до зеленої політики та підтримки України в російсько-українській війні і має антиміграційну та проросійську позицію.

## Історія

### Тло

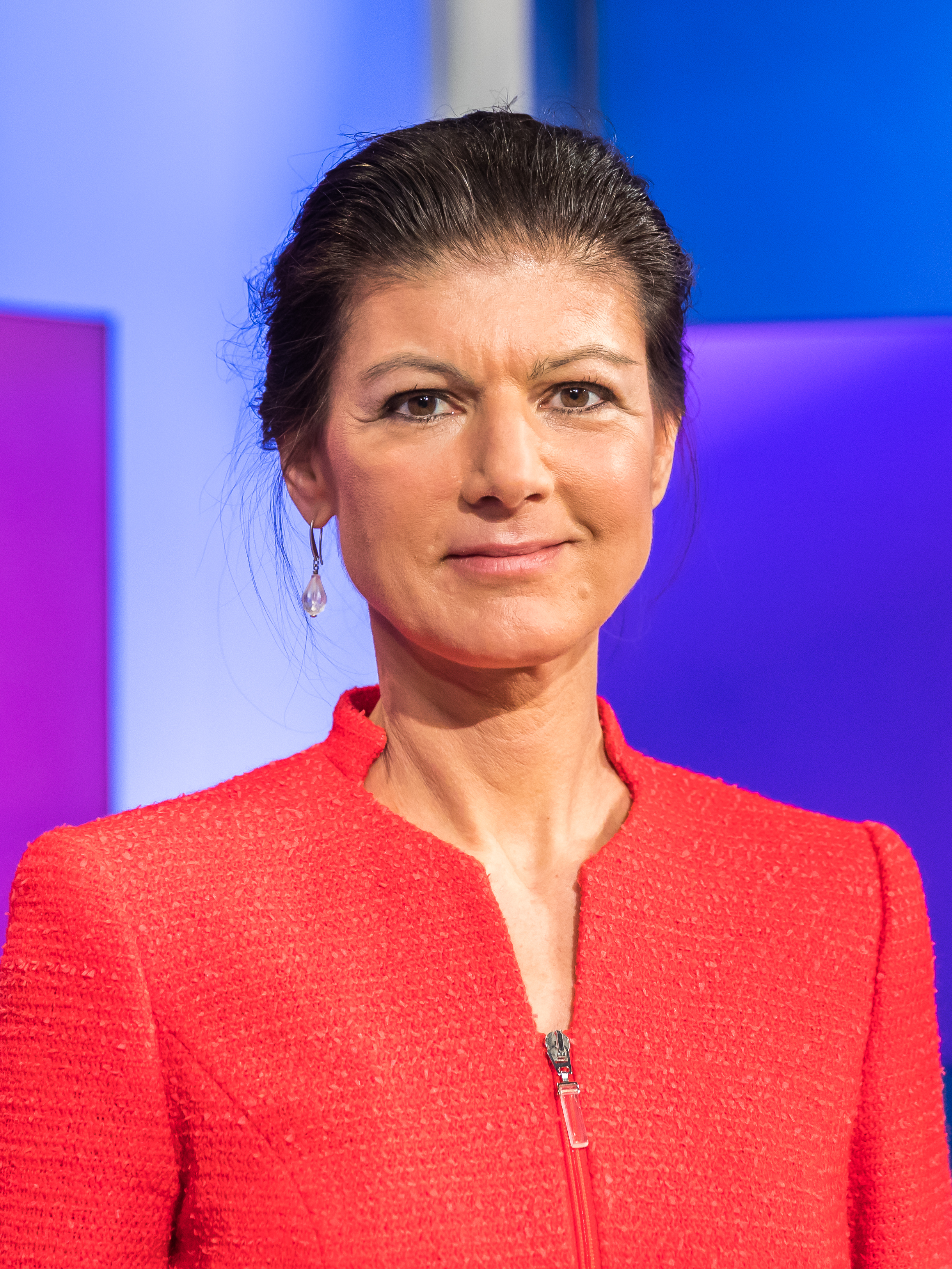
Центральна фігура партії Сара Вагенкнехт

Сара Вагенкнехт, яка вважається визначною лівою політичною діячкою, входила до німецьких «Лівих», а перед тим — до її партій-попередниць: Соціалістичної єдиної партії Німеччини, до якої вона вступила незадовго до падіння Берлінського муру 1989 року, та Партії демократичного соціалізму, до якої долучилась після возз'єднання Німеччини. Її політичні позиції визначають як ліві популістські. Попри те, що вона була обіймала посаду співголови «Лівих» з 2015 до 2019 року, розбіжності в позиціях з членами партії, зокрема в поглядах щодо російського вторгнення в Україну 2022 року призвели до спекуляцій про можливий вихід з партії та заснування власної політсили.

### Створення асоціації
Асоціацію «BSW — Für Vernunft und Gerechtigkeit e.V», розташовану в Карлсруе, було внесено до реєстру асоціацій в окружному суді в Мангаймі 26 вересня 2023 року. На початку жовтня понад 50 членів партії подали заяву про виключення Вагенкнехт з її лав з метою недопущення заснування її власної партії з використанням ресурсів «Лівих». Співголова «Лівих» Мартін Ширдеван пригрозив виключенням з партії усім, хто долучиться до заснованої Вагенкнехт асоціації.
На пресконференції, що відбулась 23 жовтня 2023 року, асоціацію представили члени Бундестагу від «Лівих» Сара Вагенкнехт, Аміра Мухамед Алі, Крістіан Леє, колишній керівний директор «Лівих» у Північному Рейні-Вестфалії Лукас Шен та підприємець Ральф Суйкат. Вагенкнехт і дев'ять її прибічників оголосили про вихід із «Лівих», що означало розформування фракції цієї партії в Бундестазі. Водночас вони вирішили залишитись у фракції в Бундестазі, принаймні до створення партії, запланованого на січень. 6 грудня фракція «Лівих» саморозпустилась у зв'язку з полишенням партії Вагенкнехт та дев'ятьма її прибічниками-членами парламенту та, як наслідок, зменшенням кількості членів парламенту з 38 до 28 за необхідних для утримання статусу фракції 37. Після цього всі 38 членів Бундестагу, обрані від «Лівих», стали позафракційними. Колишні члени парламентської фракції (нім. Fraktion) захотіли переформуватись у дві групи (нім. Gruppen) у Бундестазі: першу — з 28 депутатів від «Лівих», іншу — з десяти депутатів від Альянсу Сари Вагенкнехт. 2 лютого 2024 року більшість депутатів Бундестагу визнала «Лівих» і «Альянс Сари Вагенкнехт» групами в Бундестазі.

### Заснування партії
Партію офіційно засновано 8 січня 2024 року, після чого провели двогодинну пресконференцію. Співголовами «Альянсу» стали Сара Вагенкнехт та Аміра Мохамед Алі.
Програма партії спочатку базуватиметься на маніфесті однойменної асоціації, детальнішу програму мають оприлюднити перед наступними федеральними виборами. Також BSW має намір узяти участь у червневих виборах до Європарламенту та регіональних виборах у Тюрингії, Саксонії та Бранденбурзі, що відбудуться восени. Перша федеральна партійна конференція BSW запланована на 27 січня в Берліні. 1 грудня 2023 року скарбник партії Ральф Суйкат повідомив, що станом на той момент зібрано семизначну суму.
Пізніше стало відомо, що за 2023 рік було зібрано 1,4 мільярда євро. З-за кордону надійшло 12500 євро, 5000 євро з яких з-поза меж ЄС; з Росії надійшло два платежі на загальну суму 75 євро, які були здійснені з німецьких рахунків, але російських IP-рахунків.
Вагенкнехт повідомила, що партія збереже свою нинішню назву до наступних виборів до Бундестагу, які відбудуться восени 2025 року, але пізніше обере нову, яка не міститиме її імені.

## Позиції
Позиції BSW включають обмеження імміграції, антиглобалізм, опозицію до зеленої політики, припинення військової допомоги Україні та врегулювання російського вторгнення в Україну шляхом переговорів.
Партія також виступає проти економічних санкцій, запроваджених проти Росії у відповідь на російське вторгнення в Україну, військового альянсу НАТО, заявляючи, що він «сприяє глобальній нестабільності», створюючи «відчуття загрози». Критикуючи урядову політику щодо війни між Ізраїлем та ХАМАСом, Вагенкнехт назвала Газу «в'язницею під відкритим небом». Окрім цього, партія виступає проти екологічної політики чинної коаліції, яка включає поступову відмову від транспортних засобів із двигунами внутрішнього згоряння та перехід до відновлюваних джерел енергії.
Найбільш опозиційно партія налаштована проти попередньої партії її членів, «Лівих» та «Союз 90/Зелені». Партію визначають як ліву, ультраліву, а також «популістську», «ліву популістську», «ліву консервативну», «економічно соціалістичну», «культурно консервативну» та проросійську в зовнішній політиці.
Вагенкнехт розкритикувала партійне керівництво «Лівих» за потурання тим, кого вона називає «лівими за стилем життя», чия політика інклюзії маргіналізованих спільнот, як вона стверджує, сама маргіналізувала основних виборців «Лівих». Вона стверджує, що прогресивні люди занадто зосереджені на дієті, займенниках і сприйнятті расизму, і їх недостатньо турбують бідність і постійно зростаюча прірва між багатими та бідними. Вагенкнехт заперечила ярлик «лівої» щодо новоствореної партії, тому що «багато людей сьогодні асоціюють його із зовсім іншим вмістом» та ототожнюють лівих «з елітарними дебатами, які не мають нічого спільного з їхніми справжніми проблемами». Також вона заявила, що бажає звернутись до широкого кола виборців.
Вагенкнехт стверджує, що її партія «очевидно не права», натомість є лівою в сенсі «прагнення до більшої соціальної справедливості, хороших зарплат, гідних пенсій» і «зовнішньої політики, яка повертається до традиції розрядки замість того, щоб все більше покладатися на військовий квиток».
Деякі аналітики вважають, що позиція BSW, ліва в економічних питаннях, але ближча до ультраправої в таких питаннях, як імміграція та гендерне розмаїття, може становити загрозу для ультраправої Альтернативи для Німеччини. Попри спільні погляди й щодо таких питань, як експорт зброї в Україну та санкції проти Росії, проти яких Вагенкнехт виступає, вона заявила, що не буде співпрацювати з АдН.
Найбільш схожими до BSW на міжнародному рівні  називають Соціалістичну партію у Нідерландах, яка час від часу займає більш жорстку позицію щодо імміграції, або Комуністичну партію Греції, яка голосувала проти інституціоналізації одностатевих одружень.

## Відомі члени партії

### Депутати Бундестагу
10 депутатів Бундестагу (всі — від «Лівих») приєднались до партії на час оголошення про її заснування.
| Зображення | Депутат           | На посаді з    | Примітка                                                               |
| ---------- | ----------------- | -------------- | ---------------------------------------------------------------------- |
|            | Сара Вагенкнехт   | 27 жовтня 2009 | від Північного Рейну-Вестфалії Лідер фракції «Лівих» з 2015 до 2019 р. |
|            | Аміра Мохамед Алі | 24 жовтня 2017 | від Нижньої Саксонії Лідер фракції «Лівих» з 2019 до 2023 р.           |
|            | Александер Ульріх | 18 жовтня 2005 | від Рейнланд-Пфальцу                                                   |
|            | Крістіан Леє      | 27 жовтня 2021 | від Північного Рейну-Вестфалії                                         |
|            | Севім Дагдален    | 18 жовтня 2005 | від Північного Рейну-Вестфалії                                         |
|            | Андрей Гунько     | 2009           | від Північного Рейну-Вестфалії                                         |
|            | Жаклін Настіч     | 24 жовтня 2017 | від Гамбургу                                                           |
|            | Алі Аль-Дайламі   | 26 жовтня 2021 | від Гессену                                                            |
|            | Клаус Ернст       | 18 жовтня 2005 | від Баварії                                                            |
|            | Джессіка Татті    | 24 жовтня 2017 | від Баден-Вюртембергу                                                  |

### Інші відомі члени
Фабіо Де Масі, колишній депутат Європейського парламенту з 2014 до 2017 року, та Томас Ґейзель, колишній мер Дюссельдорфу (2014—2020) та член СДПН, очолять список партії на майбутніх виборах до Європарламенту. Партія представлена у парламентах трьох земель: членом Палати депутатів Берліну Александером Кінґом, депутатом Парламенту Гамбургу Метіном Кая та членом Ландтагу Рейнланд-Пфальцу Андреасом Гартенфельсом. Також до партії входять автор пісень, музичний продюсер і колишній член Бундестагу Дітер Дем та колишні депутатки Бундестагу Пія Циммерманн та Сабіне Циммерманн.